# Carnlough
Carnlough är en ort i Storbritannien.   Den ligger i distriktet Mid and East Antrim och riksdelen Nordirland, i den västra delen av landet, 500 km nordväst om huvudstaden London. Carnlough ligger 3 meter över havet och antalet invånare är 1 427.
Terrängen runt Carnlough är lite kuperad. Havet är nära Carnlough åt nordost.Runt Carnlough är det glesbefolkat, med 17 invånare per kvadratkilometer. Närmaste större samhälle är Larne, 19,2 km sydost om Carnlough. Trakten runt Carnlough består i huvudsak av gräsmarker.